# Muellerobryum
Muellerobryum là một chi rêu trong họ Pterobryaceae.